# Streck (vinkelenhet)
Streck är en vanlig militär vinkelenhet, ursprungligen en tusendels radian.

## Användning

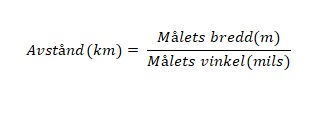
Beräkningsformel för avstånd

Eftersom ett streck är ungefär lika med en milliradian, en tusendels radian, kan vinkeln i streck ganska enkelt användas för att beräkna sträckor om avståndet är känt. Ett streck motsvarar på 1 kilometers avstånd 1 meter. 30 streck, den ungefärliga bredden på ett finger på en armlängds avstånd, motsvarar på 1 kilometer 30 meter.  
På liknande sätt kan vinkeln användas för att uppskatta avståndet om ett mått är känt. Om ett flygplan har 10 meter vingbredd och tar upp 5 streck kan avståndet beräknas till cirka 2 kilometer.
Tre fingrars bredd sedda på en armlängds avstånd upptar en synvinkel på cirka 100 streck. Månens och solens diameter upptar cirka 8,7 streck eller ungefär en halv grad.

## Olika streckindelningar (bredd i cm på 1 km)
- 6000 streck (104,7) användes i Sovjetunionen och används i Finland.[1][2]
- 2 π × 1000, (100,0) cirka 6283, ursprunget till den militära enheten.[3]
- 6283 streck (100) används i de kikarsikten Amerikanska marinkårens prickskyttar använder.[4]
- 6300 streck (99,7) användes i Sverige före 2007. Vid användning av äldre utrustning räknas 6300 streck om till 6400 mils.[5]
- 6400 mils (98,2) (uttalas "mills") används bland annat inom NATO och numera även Sverige.[1]

## Beräkningar och omvandlingar
- 1 mil = 3,448 MOA (Minutvinklar)
- 1 mil = 1 dm @ 100m

## Mätsticka
Mätsticka var ett vid artilleriet allmänt brukligt, enkelt medel för uppmätning av vinklar i fält. Den bestod av en 15 centimeter lång linjal, i vars mitt var fäst ett 0,5 meter långt snöre, vars andra ända fästes i övre uniformsknappen. Då en vinkel mellan två terrängföremål skulle mätas, hölls linjalen med sträckt snöre framför ögat, så att syftlinjen genom dess ena ändpunkt träffade det ena föremålet. Den punkt på linjalen som skars av syftlinjen till det andra föremålet angav nu vinkelns storlek, i det vid artilleriet då brukliga måttet, det vill säga i streck. Tydlig bild av "Mätsticka m/1905 för 7cm fältbatteri"  med Armémuseums Identifikationsnummer AM.073968 finns i Digitala museet. 

### Fotnoter
1. 1 2  Fullerton (2009), sid 19.
2. ↑  Nystrand (2004) och utinaturen.fi
3. ↑  Streck i Nordisk familjebok (andra upplagan, 1918)
4. ↑  Haugen, sid 3.
5. ↑  SäkI G 2008, sid 14. Från 2007 började 6400 mils och MGRS/WGS 84, ett koordinatsystem och ett geodetiskt referenssystem, användas.
6. ↑  Mätsticka i Nordisk familjebok (andra upplagan, 1913)